# NGC 5171
NGC 5171 est une galaxie lenticulaire située dans la constellation de la Vierge. Sa vitesse par rapport au fond diffus cosmologique est de 7 167 ± 32 km/s, ce qui correspond à une distance de Hubble de 105,7 ± 7,4 Mpc (∼345 millions d'al). NGC 5171 a été découverte par l'astronome américain George W. Hough (en) en 1883.
Le distance de Hubble d'ECO 11511, la galaxie située à proximité de NGC 5171, est égale à 107,85 ± 7,56 Mpc (∼352 millions d'al). Ces deux galaxies pourraient donc former une paire de galaxies.